# Диагор Мелосский
Диагор Мелосский, Диагор Милосский (др.-греч. Διαγόρας ὁ Μήλιος; V в. до н. э.) — древнегреческий поэт и софист.

## Взгляды
В античности повсеместно расценивается как «атеист». За исключением этого факта, имеется мало сведений о его жизни и убеждениях. Он выступал против эллинской религии и критиковал Элевсинские мистерии. Афиняне обвинили его в неверии, и ему пришлось покинуть город. Он умер в Коринфе.
Его воззрения были близки к тем философам, которые, возражали против поклонения богам. Цицерон сообщает, что один из его друзей убеждал его поверить в существование богов, указывая на множество «изображений о спасении людей, которые попадали в шторм и давали клятву богам совершить какой-либо обет», но Диагор парировал: «Однако отсутствуют любые изображения тех, кто погиб в море в результате кораблекрушения». Существуют также другие свидетельства о его атеистических взглядах.
Диагор отстаивал атеистическую позицию с большей стойкостью, свободой и смелостью, чем было позволено, поэтому получил в древности эпитет «атеист». Вероятно, он отрицал вмешательство богов в мир, не верил в существование богов-личностей и их человеческих форм, в их способность взаимодействия с афинянами.
Отношение Диагора к популярной религии и теологии его времени имеет корни в натурфилософии и связано с родственными философскими течениями. Досократики, в большей степени, пытались объяснить явления природы с помощью законов природы без божественного вмешательства. Диагор в то время, когда древние верования в богов были поставлены под сомнение, особенно в умах молодых людей, выступил с учением о полном отсутствии богов. По-видимому, он выступал против догм греческой теологии и мифологии, и существующих форм поклонения.